# Summer Jam
Summer Jam – doroczny festiwal hip-hopowy, odbywający się na Giants Stadium i sponsorowany przez nowojorską stację radiową Hot 97. Swoje koncerty dają w jego trakcie najpopularniejsi artyści R&B i hip-hopowi.

## Summer Jam 2009
Summer Jam 2009 odbył się 7 czerwca 2009 roku. Na oficjalnej stronie internetowej Hot 97 opisany został jako „Finałowy hip-hopowy koncert w historii Giants Stadium!!!”. Koncert poprowadzony został przez Tracy'ego Morgana i Angie Martinez.

### Występujący
- Mary J. Blige
- T-Pain
- The-Dream
- Young Jeezy
- Jadakiss
- Juelz Santana
- Elephant Man
- Mavado
- Serani
- Pleasure P
- Jim Jones

### Goście specjalni
- Day26
- Fabolous
- Jeremih
- Styles P
- Sheek Louch
- Busta Rhymes
- Swizz Beatz
- Method Man
- Redman
- Drake
- Jay-Z
- Maino
- Lil’ Kim
- DJ Khaled
- Ace Hood
- DJ Scoop
- Soulja Boy Tell 'Em
- Ron Browz
- Webstar

### Występujący w „wiosce” festiwalowej
- GS Boyz
- Asher Roth
- Ron Browz
- Webstar

## Summer Jam 2008
Summer Jam 2008 odbył się 1 czerwca 2008 roku.

### Występujący
- Alicia Keys
- Kanye West
- T-Pain
- Ray-J
- Yung Berg
- The-Dream
- Styles P
- Sheek Louch
- Public Enemy
- Lil Wayne
- Jim Jones (zajął miejsce Rihanny, która odwołała występ)

### Goście specjalni
- Akon
- LL Cool J
- Fat Joe
- DJ Khaled
- Rick Ross
- Jim Jones
- Shawty Lo
- Ace Hood
- Raekwon
- Swizz Beatz
- Tity Boi
- Method Man
- Maino
- Ghostface Killah
- Rita G
- Young Jeezy
- Red Cafe
- Fabolous
- Jadakiss
- N.O.R.E.
- Nature
- Juelz Santana